# Władimir Ruszajło
Władimir Borisowicz Ruszajło, ros. Владимир Борисович Рушайло (ur. 28 lipca 1953 w Tambowie) – rosyjski polityk, minister spraw wewnętrznych Federacji Rosyjskiej w latach 1999–2001, od 14 czerwca 2004 sekretarz wykonawczy Wspólnoty Niepodległych Państw.